# Artur Bazeyan
Artur Bazeyan (en armenio: Արթուր Բազեյան; Gegharkunik, 26 de octubre de 2000) es un deportista armenio que compite en boxeo. Ganó dos medallas en el Campeonato Europeo de Boxeo Aficionado, en los años 2022 y 2024, en el peso pluma.

## Palmarés internacional
| Campeonato Europeo | Campeonato Europeo | Campeonato Europeo | Campeonato Europeo |
| Año                | Lugar              | Medalla            | Categoría          |
| ------------------ | ------------------ | ------------------ | ------------------ |
| 2022               | Ereván (Armenia)   | Medalla de plata   | 57 kg              |
| 2024               | Belgrado (Serbia)  | Medalla de bronce  | 57 kg              |